# Hind bint Hamad Al Thani
Hind bint Hamad Al Thani, née le 15 août 1984, est la fille du cheikh Hamad ben Khalifa Al Thani (émir du Qatar de 1995 à 2013) et de sa deuxième épouse Moza bint Nasser Al Missned, avec qui il a cinq fils et deux filles.  

## Biographie
Hind bint Hamad Al Thani est également la sœur de l'actuel émir du Qatar le cheikh Tamim ben Hamad Al Thani. 
Elle détient un master en droits de l'Homme de l'university College de Londres. 
En février 2016, Hind bint Hamad Al Thani est nommée directrice générale de la Fondation du Qatar, créée par son père et présidée par sa mère. 
En mai 2016, elle sort diplômée d'HEC Paris.  
Cheikha Hind Bint Hamad Al Thani a souligné l'importance de l'innovation axée sur l'objectif, en parlant au Web Summit Qatar 2025. Elle a partagé son point de vue en discutant de la Fondation du Qatar. Sa conversation avec le journaliste et créateur de vidéos Uptin Saiidi, a expliqué qu'il est important d'identifier le problème, de comprendre les ressources ou les solutions nécessaires pour y faire face et reconnaître que le processus de recherche et de mise en œuvre de ces solutions prendra du temps et des efforts.   